# Briefmarken-Jahrgang 2006 der Bundesrepublik Deutschland
Der Briefmarken-Jahrgang 2006 der Bundesrepublik Deutschland umfasste 59 Sondermarken (davon neun selbstklebend), zwölf Dauermarken der Serie Blumen (davon drei selbstklebend) und zwei Briefmarkenblöcke, davon einer mit vier Marken in Form eines Fußballplatzes anlässlich der Fußball-Weltmeisterschaft 2006 und einer mit einer Marke mit dem Motiv Schwarzwald. Der Gesamtwert inklusive der Zuschläge betrug 67,90 Euro.

## Liste der Ausgaben und Motive
Legende
- Bild: Eine bearbeitete Abbildung der genannten Marke. Das Verhältnis der Größe der Briefmarken zueinander ist in diesem Artikel annähernd maßstabsgerecht dargestellt. Sollten keine Marken abgebildet sein, liegt es daran, dass das Urheberrecht des Künstlers noch nicht erloschen ist.
- Beschreibung: Eine Kurzbeschreibung des Motivs und/oder des Ausgabegrundes. Bei ausgegebenen Serien oder Blocks werden die zusammengehörigen Beschreibungen mit einer Markierung versehen eingerückt.
- Wert: Der Frankaturwert der einzelnen Marke in Eurocent. Ein „+“ bedeutet, dass es sich um eine Zuschlagsmarke handelt (= Frankaturwert + Spende).
- Ausgabedatum: Das Datum des erstmaligen Verkaufs dieser Briefmarke.
- Auflage: Soweit bekannt, wird hier die zum Verkauf angebotene Anzahl dieser Ausgabe angegeben.
- Entwurf: Soweit bekannt, wird hier angegeben, von wem der Entwurf dieser Marke stammt.
- Mi.-Nr.: Diese Briefmarke wird im Michel-Katalog unter der entsprechenden Nummer gelistet.

| Sondermarken | |                   |                       |                                  |                                       |                                   |
| Bild         | Beschreibung | Werte in Eurocent | Ausgabe- datum (2006) | Auflage                          | Entwurf                               | Mi.-Nr.                           |
|              | Serie: Für den Umweltschutz - Klimaschutz geht alle an | 55+25             | 2. Januar             | 1.440.000 davon 125.000 auf ETB  | Johannes Graf                         | 2508                              |
|              | Serie: Post – Vier Jahreszeiten - Winter, Verschneite Eiche am Reinhardswald                                                                                          | 55                | 2. Januar             | 12.800.000 davon 125.000 auf ETB | Johannes Graf Foto von Heinz Wohner   | 2509                              |
|              | 1200 Jahre Halle | 45                | 2. Januar             | 8.500.000 davon 125.000 auf ETB  | Ingo Wulff                            | 2510                              |
|              | 650 Jahre Goldene Bulle | 145               | 2. Januar             | 30.500.000 davon 125.000 auf ETB | Antonia Graschberger                  | 2511                              |
|              | 250. Geburtstag Wolfgang Amadeus Mozart | 55                | 2. Januar G           | 13.000.000 davon 125.000 auf ETB | Irmgard Hesse                         | 2512                              |
|              | 650 Jahre Goldene Bulle selbstklebend aus Markenheftchen | 145               | 2. Januar             | 283.624.200                      | Antonia Graschberger                  | 2516 MH 62                        |
|              | Serie: Für den Sport mit Zuschlag zugunsten der Stiftung Deutsche Sporthilfe siehe auch Fußball-Weltmeisterschaft 2006/Philatelie - FIFA Fussball-WM Deutschland 2006 | 45+20             | 9. Februar G          | 2.250.000 davon 125.000 auf ETB  | Andrea Voß-Acker                      | 2517                              |
|              | - Pferdesport Weltmeisterschaften in Aachen | 55+25             | 9. Februar            | 1.460.000 davon 125.000 auf ETB  | Andrea Voß-Acker                      | 2518                              |
|              | - FIFA Fussball-WM Deutschland 2006 – Eröffnungsspiel in München | 55+25             | 9. Februar            | 1.740.000 davon 125.000 auf ETB  | Andrea Voß-Acker                      | 2519                              |
|              | - FIFA Fussball-WM Deutschland 2006 – Finale in Berlin | 55+25             | 9. Februar            | 1.770.000 davon 125.000 auf ETB  | Andrea Voß-Acker                      | 2520                              |
|              | - FIFA Fussball-WM Deutschland 2006 – WM-Plakat | 145+55            | 9. Februar            | 1.690.000 davon 125.000 auf ETB  | Andrea Voß-Acker                      | 2521                              |
|              | 850 Jahre Michaeliskirche Schwäbisch Hall | 55                | 9. Februar            | 10.500.000 davon 125.000 auf ETB | Joachim Rieß                          | 2522                              |
|              | 50 Jahre der Gründung des Friesenrates | 90                | 9. Februar            | 10.000.000 davon 125.000 auf ETB | Christof Gassner                      | 2523                              |
|              | Serie: Dienst am Nächsten - 200 Jahre Blindenschule Berlin und 150 Jahre Nikolauspflege                                                                               | 55                | 2. März               | 9.000.000 davon 125.000 auf ETB  | Christof Gassner                      | 2525                              |
|              | 1200 Jahre Ingolstadt | 55                | 2. März               | 10.500.000 davon 125.000 auf ETB | Harry Scheuner                        | 2526                              |
|              | 225. Geburtstag Karl Friedrich Schinkel | 55                | 2. März G             | 12.700.000 davon 125.000 auf ETB | Gerhard Lienemeyer                    | 2527                              |
|              | Zum Tod von Johannes Rau | 55                | 2. März               | 14.000.000 davon 125.000 auf ETB | Gerd Aretz und Oliver Aretz           | 2528                              |
|              | Serie: Deutsche Malerei - Albrecht Dürer, Selbstbildnis | 145               | 13. April             | 17.500.000 davon 125.000 auf ETB | Werner Hans Schmidt                   | 2531                              |
|              | Serie: Post – Vier Jahreszeiten - Frühling, Blühende Kirschbäume | 55                | 13. April             | 14.000.000 davon 125.000 auf ETB | Johannes Graf Foto von Heinz Wohner   | 2532                              |
|              | 500 Jahre Universität Frankfurt Oder | 55                | 13. April             | 10.500.000 davon 125.000 auf ETB | Sibylle Haase und Fritz Haase         | 2533                              |
|              | Serie: Europa - Integration von Migranten aus der Sicht der Jugendlichen                                                                                              | 55                | 4. Mai                | 10.500.000 davon 125.000 auf ETB | Irmgard Hesse                         | 2535                              |
|              | Serie: Weltkulturerbe der UNESCO - Oberes Mittelrheintal | 55                | 4. Mai                | 10.500.000 davon 125.000 auf ETB | Dieter Ziegenfeuter                   | 2536                              |
|              | Serie: Weltkulturerbe der UNESCO - Oberes Mittelrheintal selbstklebend aus Markenheftchen                                                                             | 55                | 4. Mai                | 295.485.000                      | Dieter Ziegenfeuter                   | 2537 MH 63                        |
|              | 100. Geburtstag Gerd Bucerius | 85                | 4. Mai                | 8.500.000 davon 125.000 auf ETB  | Birgit Hogrefe                        | 2538                              |
|              | Briefmarkenblock – Für den Sport - Fußball | 425               | 4. Mai                | 1.770.000 davon 125.000 auf ETB  | Andrea Voß-Acker                      | Block 67 mit 2517 und 2519 – 2521 |
|              | Serie: Für die Jugend mit Zuschlag zugunsten der Stiftung Deutsche Jugendmarke - Baummarder                                                                           | 45+20             | 8. Juni               | 1.380.000 davon 125.000 auf ETB  | Gerhard Lienemeyer                    | 2539                              |
|              | - Eichhörnchen | 55+25             | 8. Juni               | 1.500.000 davon 125.000 auf ETB  | Gerhard Lienemeyer                    | 2540                              |
|              | - Feldhase | 55+25             | 8. Juni               | 1.390.000 davon 125.000 auf ETB  | Gerhard Lienemeyer                    | 2541                              |
|              | - Reh | 55+25             | 8. Juni               | 1.460.000 davon 125.000 auf ETB  | Gerhard Lienemeyer                    | 2542                              |
|              | - Wildschwein | 145+55            | 8. Juni               | 1.340.000 davon 125.000 auf ETB  | Gerhard Lienemeyer                    | 2543                              |
|              | 200. Geburtstag Johann August Röbling Brooklyn Bridge in New York, nach Röblings Plänen                                                                               | 145               | 8. Juni               | 18.000.000 davon 125.000 auf ETB | Lutz Menze                            | 2544                              |
|              | 100. Geburtstag Stefan Andres | 55                | 8. Juni               | 8.500.000 davon 125.000 auf ETB  | Birgit Hogrefe                        | 2545                              |
|              | 200. Geburtstag Johann August Röbling selbstklebend aus Rolle | 145               | 8. Juni               | 103.871.400 in Markenbox         | Lutz Menze                            | 2546                              |
|              | Serie: Bilder aus deutschen Städten - Burganlage Burghausen | 55                | 13. Juli              | 9.000.000 davon 105.000 auf ETB  | Dietrich Dorfstecher                  | 2548                              |
|              | Serie: Post – Vier Jahreszeiten - Sommer, Blühendes Rapsfeld | 55                | 13. Juli              | 10.500.000 davon 105.000 auf ETB | Johannes Graf                         | 2549                              |
|              | 400. Geburtstag Rembrandt Gemäldeausschnitt Saskia van Uylenburgh; Gemeinschaftsausgabe mit den Niederlanden                                                          | 70                | 13. Juli              | 9.000.000 davon 105.000 auf ETB  | Walter Nikkels                        | 2550                              |
|              | 100 Jahre einheitliche Deutsche Kfz-Kennzeichen | 45                | 13. Juli              | 8.000.000 davon 105.000 auf ETB  | Kym Erdmann                           | 2551                              |
|              | 225. Geburtstag Karl Friedrich Schinkel selbstklebend aus Rolle | 55                | 13. Juli              | 328.864.400 in Markenbox         | Gerhard Lienemeyer                    | 2552                              |
|              | Serie: Archäologie in Deutschland - 150 Jahre Entdeckung des Neandertalers                                                                                            | 220               | 10. August            | 8.000.000 davon 105.000 auf ETB  | Annegret Ehmke                        | 2553                              |
|              | Briefmarkenblock – Serie: Bilder aus Deutschland - Schwarzwald | 55                | 10. August            | 4.300.000 davon 105.000 auf ETB  | Joachim Rieß                          | Block 68 2554                     |
|              | Serie: Leuchttürme - Neuland | 45                | 10. August            | 8.560.000 davon 105.000 auf ETB  | Johannes Graf                         | 2555                              |
|              | - Hohe Weg | 55                | 10. August            | 8.800.000 davon 105.000 auf ETB  | Johannes Graf                         | 2556                              |
|              | Serie: Für uns Kinder - Kater als Postbote | 55                | 7. September          | 8.600.000 davon 105.000 auf ETB  | Grit Fiedler                          | 2557                              |
|              | 650 Jahre Städtehanse Gemeinschaftsausgabe mit Schweden | 70                | 7. September G        | 14.000.000 davon 105.000 auf ETB | Joachim Rieß                          | 2558                              |
|              | 100. Jahrestag des Kassenraubes durch den Der Hauptmann von Köpenick                                                                                                  | 55                | 7. September          | 8.700.000 davon 105.000 auf ETB  | Carsten Wolff                         | 2559                              |
|              | Serie: Für die Wohlfahrt - Fliegender Hamburger | 45+20             | 5. Oktober            | 5.050.000 davon 105.000 auf ETB  | Stefan Klein und Olaf Neumann         | 2560                              |
|              | - InterCityExpress | 55+25             | 5. Oktober            | 3.610.000 davon 105.000 auf ETB  | Stefan Klein und Olaf Neumann         | 2561                              |
|              | - Trans Europ Express | 55+25             | 5. Oktober            | 3.730.000 davon 105.000 auf ETB  | Stefan Klein und Olaf Neumann         | 2562                              |
|              | - Henschel-Wegmann-Zug | 145+55            | 5. Oktober            | 5.910.000 davon 105.000 auf ETB  | Stefan Klein und Olaf Neumann         | 2563                              |
|              | Serie: Post – Vier Jahreszeiten - Herbst, Herbstlicher Buchenwald | 55                | 5. Oktober            | 10.500.000 davon 105.000 auf ETB | Johannes Graf                         | 2564                              |
|              | Serie: Tag der Briefmarke - Deutscher und Österreichischer Philatelistentag, Philatelie                                                                               | 55                | 5. Oktober            | 8.400.000 davon 105.000 auf ETB  | Gerda M. Neumann und Horst F. Neumann | 2565                              |
|              | 100. Geburtstag Hannah Arendt | 145               | 5. Oktober            | 7.500.000 davon 105.000 auf ETB  | Peter Steiner und Regina Steiner      | 2566                              |
|              | Serie: Für die Wohlfahrt 2006 - InterCityExpress selbstklebend aus Markenheftchen                                                                                     | 55+25             | 5. Oktober            | 17.070.000                       | Stefan Klein und Olaf Neumann         | 2567 MH 64                        |
|              | Plusmarken-Serie: Weihnachten - Die Geburt Christi (Gemälde von Meister Francke)                                                                                      | 45+20             | 9. November           | 2.570.000 davon 105.000 auf ETB  | Annegret Ehmke                        | 2569                              |
|              | - Die Anbetung der Könige (Gemälde von Meister Francke) | 55+25             | 9. November           | 4.950.000 davon 105.000 auf ETB  | Annegret Ehmke                        | 2570                              |
|              | Serie: Aufrechte Demokraten - 125. Geburtstag Eugen Bolz | 45                | 9. November           | 7.320.000 davon 105.000 auf ETB  | Susanne Oesterlee                     | 2571                              |
|              | 100. Geburtstag Joseph Kardinal Höffner | 55                | 9. November           | 7.200.000 davon 105.000 auf ETB  | Christof Gassner                      | 2572                              |
|              | 50 Jahre Verleihung des Nobelpreis an Werner Forßmann | 90                | 9. November           | 7.000.000 davon 105.000 auf ETB  | Fritz Lüdtke                          | 2573                              |
|              | Serie: Post – Vier Jahreszeiten Frühling, Sommer, Herbst und Winter selbstklebend aus Markenheftchen                                                                  | je 55             | 9. November           | je 26.090.800                    | Johannes Graf                         | 2574-2577 MH 65                   |
| Dauermarken  | |                   |                       |                                  |                                       |                                   |
| Bild         | Beschreibung | Werte in Eurocent | Ausgabe- datum (2006) | Auflage                          | Entwurf                               | Mi.-Nr.                           |
|              | Serie: Blumen - Dahlie | 35                | 2. Januar             | ?.???.000                        | Stefan Klein und Olaf Neumann         | 2505                              |
|              | - Narzisse | 90                | 2. Januar             | ?.???.000                        | Stefan Klein und Olaf Neumann         | 2506                              |
|              | - Schwertlilie | 145               | 2. Januar             | ?.???.000                        | Stefan Klein und Olaf Neumann         | 2507                              |
|              | - Bechermalve selbstklebend aus Rolle | 25                | 2. Januar             | ?.???.000                        | Stefan Klein und Olaf Neumann         | 2513                              |
|              | - Dahlie selbstklebend aus Rolle | 35                | 2. Januar             | ?.???.000                        | Stefan Klein und Olaf Neumann         | 2514                              |
|              | - Narzisse selbstklebend aus Markenheftchen | 90                | 2. Januar             | 142.194.400                      | Stefan Klein und Olaf Neumann         | 2515 MH 61                        |
|              | - Sonnenhut | 65                | 2. März               | ?.???.000                        | Stefan Klein und Olaf Neumann         | 2524                              |
|              | - Kartäusernelke | 70                | 13. April             | ?.???.000                        | Stefan Klein und Olaf Neumann         | 2529                              |
|              | - Edelweiß | 220               | 13. April             | ?.???.000                        | Stefan Klein und Olaf Neumann         | 2530                              |
|              | - Feuerlilie | 390               | 4. Mai                | ?.???.000                        | Stefan Klein und Olaf Neumann         | 2534                              |
|              | - Tränendes Herz | 100               | 13. Juli              | ?.???.000                        | Stefan Klein und Olaf Neumann         | 2547                              |
|              | - Goldmohn | 200               | 9. November           | ?.???.000                        | Stefan Klein und Olaf Neumann         | 2568                              |